# Marly-le-Roi
Marly-le-Roi är en kommun i departementet Yvelines i regionen Île-de-France i norra Frankrike. Kommunen ligger i kantonen Marly-le-Roi som tillhör arrondissementet Saint-Germain-en-Laye. År 2022 hade Marly-le-Roi 16 619 invånare.

## Befolkningsutveckling
Antalet invånare i kommunen Marly-le-Roi
| Referens: INSEE |